# Área metropolitana de Cracovia

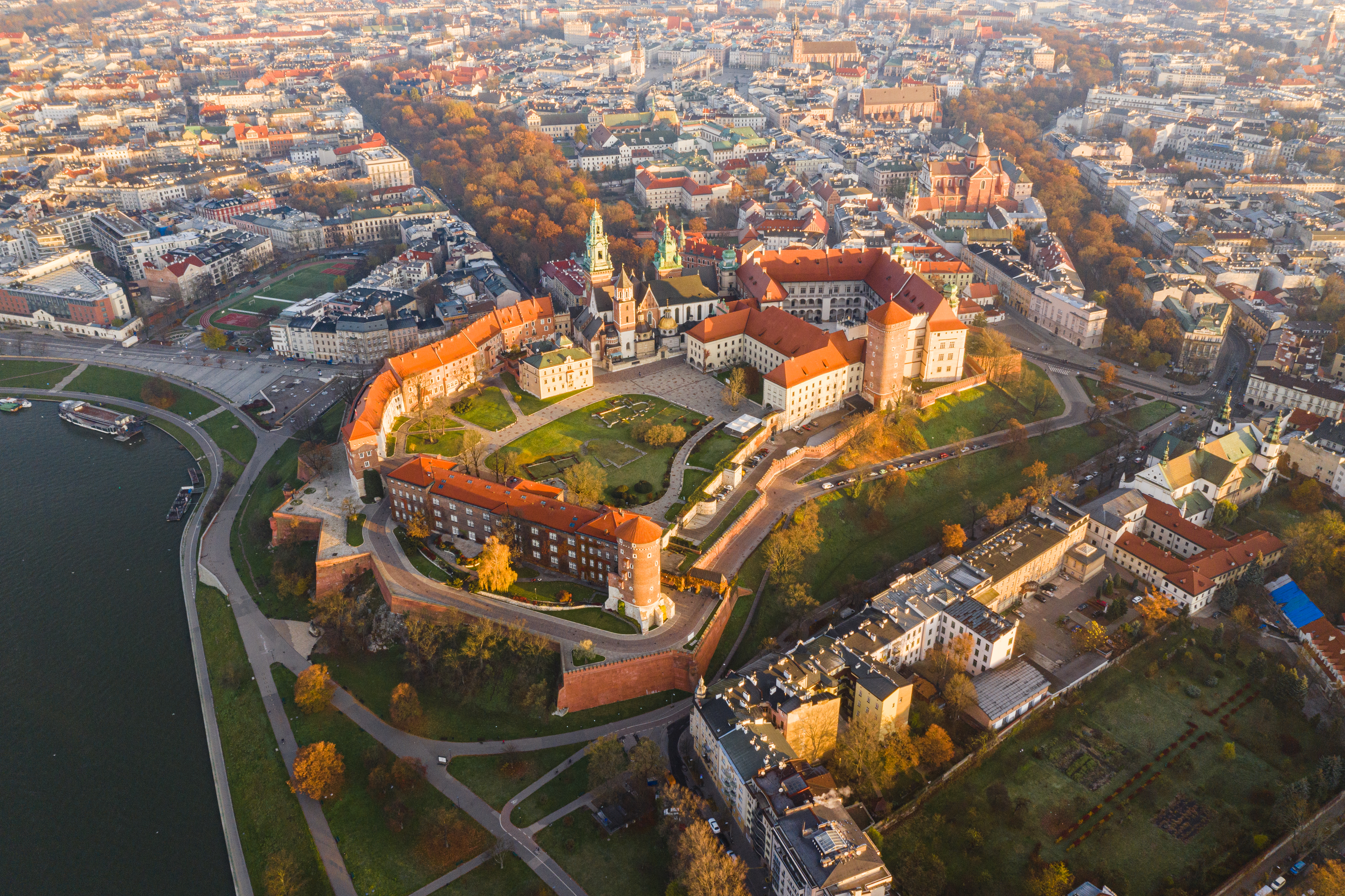
Cracovia, Wawel.

El área metropolitana de Cracovia se encuentra en Polonia, en torno a la ciudad de Cracovia. Es la segunda área metropolitana más grande del país, y agrupa a una población de alrededor de 2 millones de personas; debido a su cercanía, se conecta con el área metropolitana de Silesia, formando una región urbana y alcanzando a tener una población de 7 millones de habitantes. Esta zona es el centro industrial del país y la zona más importante, después de la capital.
- Datos: Q3320855